# Phong trào Cơ Đốc giáo phi hệ phái
Trong Cơ Đốc giáo, thuật từ liên phái hoặc phi hệ phái (non-denominational) được dùng để chỉ những giáo đoàn không chịu thiết lập quan hệ chính thức với một hệ phái nào. Các giáo đoàn liên phái được thành lập trên nguyên tắc hoàn toàn độc lập trong tổ chức và thờ phụng mà không chấp nhận bất cứ sự can thiệp nào đến từ các tổ chức giáo hội cấp vùng, quốc gia hay quốc tế. Thành viên của các giáo đoàn (còn gọi là hội thánh) chủ trương đứng ngoài các ranh giới hệ phái và chỉ đơn giản nhận mình là "tín hữu Cơ Đốc".
Các hội thánh phi hệ phái khước từ các ý niệm về một cấu trúc giáo phái, nhưng tập chú vào nguyên tắc tôn trọng quyền tự trị của mỗi giáo đoàn. Họ cũng chỉ ra rằng trong thời kỳ hội thánh tiên khởi không hề có sự hiện hữu của các giáo phái. Họ thường trưng dẫn Corinthians 1: 10-13 trong Tân Ước để củng cố luận điểm này:

## Lịch sử

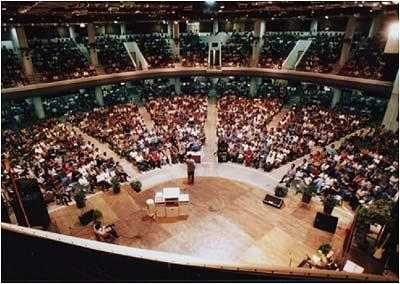
Bread of Life Ministries, Manila, là một trong những đại giáo đoàn liên phái tại Philippines.

Phong trào Cơ Đốc giáo phi hệ phái khởi phát từ trong cộng đồng Kháng Cách (Protestant), xem mình là một phần của hội thánh chung trong mục tiêu hiệp nhất hội thánh về mặt tổ chức.
Khái niệm về hội thánh hữu hình và hội thánh vô hình đã có từ thời Augustine, lần đầu tiên được Martin Luther nêu lên tỏ tường, và sau đó dược John Calvin đưa vào nên thần học của mình. Đó là cách Luther giải quyết điều có vẻ như bất nhất giữa những phẩm chất của Hội thánh như chúng ta thấy được miêu tả trong Kinh Thánh với những đặc tính của Hội thánh thực ngoài đời, như hiện có trên thế gian này. Ông nêu lên rằng Hội thánh thật (tức hội thánh vô hình) chỉ bao gồm những người được xưng công chính, những người được thông công với Thiên Chúa trong ơn cứu rỗi mà thôi.
Tuy nhiên, không thể nói rằng mục tiêu hiệp nhất hội thánh trong cấu trúc hữu hình không được xem trọng trong thời kỳ Cải cách Kháng Cách vào thế kỷ 16. Các nhà cải cách tin rằng họ đang nỗ lực sửa đổi hội thánh chung, kiên quyết bác bỏ mọi cáo buộc cho rằng họ tìm cách ly giáo và rao giảng những giáo lý mới. Theo quan điểm của những nhà cải cách, họ đang trở về những giá trị nền tảng của hội thánh tiên khởi mà giáo hội thời trung cổ đã từ bỏ. Do đó, nguyên lý hiệp nhất hội thánh chung vẫn tiếp tục là giáo lý căn cốt đối với các giáo hội thuộc cộng đồng Kháng Cách.
Nhà thờ liên phái đầu tiên tại Hoa Kỳ là Hội thánh Liên hiệp Kenilworth, tại Kenilworth, Illinois, thành lập năm 1891.
Kể từ cuối thập niên 1950, con số các giáo đoàn liên phái thuộc Phong trào Tin Lành gia tăng theo cấp số nhân. Nhiều sử gia giải thích hiện tượng này là do tình trạng bùng nổ dân số sau chiến tranh cùng lúc với mức sống được nâng cao tại Hoa Kỳ, cũng như thái độ e dè của người dân đối với các định chế quyền lực xuất hiện trong nền văn hóa Mỹ sau khi xảy ra vụ Watergate và các vụ tai tiếng khác.
Tuy nhiên, đối với nhiều người, nguyên nhân chính của sự phát triển này là sự gia tăng tình cảm tôn giáo dành cho Chúa Giê-xu. Họ tin rằng quyết định gia nhập một hệ phái không chỉ làm xao lãng sự tập trung của họ vào Chúa Cơ Đốc mà còn có thể bị lôi cuốn vào một số nguyên tắc giáo phái, là những điều có thể gây tổn hại cho tinh thần hiệp nhất trong Chúa Cơ Đốc. Họ thích tự nhận mình là Cơ Đốc nhân (nghĩa là người thuộc về Chúa Cơ Đốc, hoặc là người thuộc về nhà Chúa.) với ngụ ý tâm điểm đời sống đức tin của họ là Chúa Giê-xu Cơ Đốc chứ không phải là giáo hội hoặc giáo phái.
Số lượng thuộc viên của các hội thánh liên phái có thể từ vài người, đến những đại giáo đoàn qui tụ từ 1.500 thuộc viên trở lên.

## Đặc điểm chung

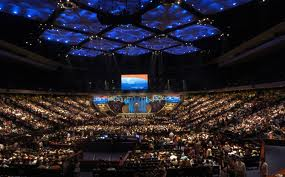
Nhà thờ Lakewood, Houston, Texas, Hoa Kỳ, được kể trong số những đại giáo đoàn lớn nhất thế giới.

Dù lập nền trên nguyên tắc tự trị và hoạt động độc lập, có thể dễ dàng tìm thấy những điểm tương đồng giữa hầu hết các hội thánh liên phái.
Tín lý Duy Kinh Thánh (sola scriptura – dạy rằng Kinh Thánh là nguồn duy nhất của mọi thẩm quyền thần học.) được xem là giáo lý căn bản. Từ đó, hầu hết các giáo đoàn liên phái chia sẻ với nhau những tương đồng về các luận điểm thần học khác được công bố trong Tín điều Nicene và Tín điều các Sứ đồ, dù vẫn còn những dị biệt nhỏ trong cung cách giải thích các bản cổ sao của Kinh Thánh.
Bởi vì hầu hết các hội thánh liên phái đều có nguồn gốc từ phong trào Kháng Cách, họ đều chấp nhận Năm Tín lý Duy nhất, đó là Duy Chúa Cơ Đốc, Duy Kinh Thánh, Duy Đức tin, Duy Ân điển và Duy Thiên Chúa được tôn vinh.
Phần lớn các giáo đoàn liên phái được xem là thuộc trào lưu Tin Lành (Evangelical), đặc biệt là khi xem xét đến các vấn đề liên quan đến giáo lý cứu rỗi. Thông thường, họ chấp nhận nền thần học Baptist với một ít ảnh hưởng từ các trào lưu Ân tứ, Ngũ Tuần và Nền tảng.
Bên ngoài lĩnh vực thần học, trong các giáo đoàn liên phái không có sự phân biệt đối với các dị biệt về quan điểm chính trị hoặc nguồn gốc tôn giáo.

## Chỉ trích
Học giả tôn giáo Stephen Prothero cho rằng chủ nghĩa phi hệ phái che đậy các vấn đề thần học và linh đạo – vốn đã chia tách Cơ Đốc giáo thành các hệ phái – đằng sau một cái vỏ bọc "hiệp nhất Cơ Đốc giáo". Ông coi rằng phong trào phi hệ phái khuyến khích một thế hệ của Cơ Đốc giáo – và thực ra là mọi tôn giáo – thành "đạo lý chung chung" dễ chịu thay vì quan tâm đối mặt với sự phức tạp trong văn hóa và tâm linh của các tín đồ. Prothero còn cho rằng nó cũng vận động cho sự thiếu hiểu biết về Kinh sách, dẫn tới sự giảm bớt khả năng lĩnh hội tôn giáo, gia tăng nguy cơ hiểu lầm và xung đột liên tôn giáo.
Linh mục Anh giáo duy truyền thống Jonathan A. Mitchican cũng cho rằng thuật từ phi hệ phái thực chất gây sai lệch: "Nếu một nhà thờ ở Hoa Kỳ tự gọi mình là 'phi hệ phái' thì chín trong số mười lần, điều họ muốn nói là Baptist". Lời kêu gọi hoán cải cá nhân từ bàn thờ thay thế cho các bí tích trong vai trò là phương tiện của ân sủng. [Theo đó], phép báp-têm là biểu trưng cho sự hoán cải của một người, không còn là gì hơn nữa, và chỉ thích hợp cho người trưởng thành."